# Nemzeti Autóbusz Beszerzési Bizottság
A Nemzeti Autóbusz Beszerzési Bizottságot  (rövidítve: NABB) a Kormány a  központi államigazgatási szervekről, valamint a  Kormány tagjai és az  államtitkárok jogállásáról szóló 2010. évi XLIII. törvény 30.  § (1)  bekezdése alapján, a Kormány 1357/2016. (VII. 13.) Korm. határozatával létrehozott bizottság. A határozat a közzétételét követő napon (2016. július 14-én) lépett hatályba.

## Feladatai
A NABB feladata a  személyszállítási szolgáltatásokról szóló 2012. évi XLI. törvény hatálya alá tartozó regionális Közlekedési Központok és a  VOLÁNBUSZ Közlekedési zártkörűen működő Részvénytársaság flottakezelő társaságánál az  autóbusz-beszerzések iparpolitikai céloknak megfelelő
előkészítésének előmozdítása, a  beszerzési szempontok egységesítése és a  magyar autóbuszipar fejlődésének elősegítése.
A NABB a flottakezelő társaság esetén az adásvétel, csere, bérbevétel, lízing konstrukciókban ajánlást fogalmaz meg a beszerzési eljárás lényeges tartalma – így különösen a választott eljárástípus, a beszerzés tárgya és mennyisége, az  eljárás indításának tervezett időpontja, a  szerződés időtartama, a  bírálati szempontok, a  pénzügyi-gazdasági alkalmassági feltételek, a műszaki-szakmai alkalmassági feltételek, a műszaki leírások, egyéb lényeges szerződéses feltételek – tekintetében. A nem közbeszerzés-köteles, pályázat mellőzésével, közvetlen szerződéskötéssel történő beszerzés esetén a  NABB ajánlást fogalmaz meg a szerződés lényeges tartalma – így különösen a szerződés tárgya és mennyisége, a szerződéskötés időpontja, a szerződés időtartama, a szerződéses díja, a szerződés műszaki-szakmai tartalma – tekintetében. A NABB az  olyan beszerzési eljárásokban, amelyek tárgya a  helyi közszolgáltatási feladatok alvállalkozó igénybevételével való megvalósítása, ajánlást fogalmaz meg a beszerzési eljárás lényeges tartalma – így különösen az autóbusz beszerzés mellőzésének indokoltsága és a 3. pontban felsorolt további jellemzők – tekintetében. A NABB véleményezi a flottakezelő társaság hároméves közbeszerzési tervét és hároméves üzleti tervét és feltételes közbeszerzési eljárásra vonatkozó dokumentumait.

## Elnöke és tagjai
A NABB elnöke a nemzetgazdasági miniszter.

### A NABB tagjai
- a) a NABB elnöke,
- b) a Miniszterelnökség európai uniós fejlesztésekért felelős államtitkára,
- c) a Nemzetgazdasági Minisztérium államháztartásért felelős államtitkára,
- d) a Nemzeti Fejlesztési Minisztérium közlekedéspolitikáért felelős államtitkára, valamint
- e) a Nemzeti Fejlesztési Minisztérium vagyonpolitikáért felelős államtitkára.[10]

A NABB elnöke felkéri Budapest Főváros Önkormányzat főpolgármesterét, hogy a NABB tevékenységében tagként vegyen részt. 
A NABB állandó meghívottja a  Magyar Nemzeti Vagyonkezelő Zártkörűen működő Részvénytársaság vezérigazgatója.

## A Nemzeti Autóbusz Beszerzési Munkacsoport
A NABB munkáját a  Nemzeti Autóbusz Beszerzési Munkacsoport segíti. A Munkacsoport feladata ajánlások, javaslatok előkészítése.
A Munkacsoport elnöke a  Nemzetgazdasági Minisztérium gazdaságfejlesztésért és -szabályozásért felelős államtitkára.